# Cercle Brugge K.S.V.
Cercle Brugge Koninklijke Sportvereniging je belgijski nogometni klub iz Bruggea. Natječe se u Belgijskoj Pro League, u najjačem razredu belgijskog nogometa. Klub je osnovan 9. travnja 1899. godine kao Cercle Sportif Brugeois. Domaće utakmice igra na stadionu Jan Breydel, koji može primiti 29.062 gledatelja, a dijele ga sa svojim najvećim rivalima, Club Bruggeom. Od 2017. godine u vlasništvu je Monaca.

## Vanjske poveznice
- Službene stranice